# Gambialoa basa
Gambialoa basa är en insektsart som beskrevs av Sohi och Mann 1992. Gambialoa basa ingår i släktet Gambialoa och familjen dvärgstritar.
Artens utbredningsområde är Nepal. Inga underarter finns listade i Catalogue of Life.